# Ridderorden in Beieren
Beieren heeft in zijn verschillende opeenvolgende verschijningsvormen diverse ridderorden en Orden van Verdienste gekend. Hieronder de volgorde waarin zij in Beieren werden ingesteld of ingelijfd en de oorsprong van de Orde:

## Hertogdom Beieren
- De Orde van de Fürstprängler 1355 in Franken
- Het Ridderlijk Gezelschap van de Heilige Georg in Franken 1375
- De Bloemenorde 1644 in Neurenberg
- De Orde van Concordia 1813 in Frankfurt gesticht en door Beieren, dat een groot deel van het groothertogdom Frankfurt in 1819 annexeerde, erkend maar daarna nooit verleend.
- De Orde van de Rode Adelaar was ingesteld in het markgraafschap Bayreuth dat na Pruisisch geweest te zijn in 1815 Beiers werd.

## Keurvorstendom Beieren
- De Huisridderorde van de Heilige Georg 1727
- De Sint-Elisabeth-orde (Damesorde) 1766 (in 1799 overgenomen uit de Palts)
- De Sint Anna-orde (damesorde met een stift in München) 1783
- De Militaire Max Jozef-orde 1797
- De Huisridderorde van Sint-Hubertus 1444 (in 1799 overgenomen uit de Palts)
- De Orde van de Leeuw van de Palts 1768 (in 1799 overgenomen uit de Palts)
- De Sint Anna-orde (damesorde met een stift in Würzburg) 1803
- De Huisridderorde van de Heilige Michaël 1693 (in 1806 overgenomen van het keurvorstendom Keulen)

## Koninkrijk Beieren
- De Huisridderorde van de Heilige Georg 1727
- De Sint-Elisabeth-orde (damesorde) 1766
- De Sint Anna-orde (damesorde met een stift in München) 1783
- De Militaire Max Jozef-orde 1797
- De Huisridderorde van Sint-Hubertus 1444 (in 1799 overgenomen uit de Palts)
- De Orde van de Leeuw van de Palts 1768 (in 1799 overgenomen uit de Palts)
- De Sint Anna-orde 1803 (damesorde met een stift in Würzburg)
- De Huisridderorde van de Heilige Michaël 1693 (in 1806 overgenomen van het keurvorstendom Keulen)
- De Huisridderorde van Sint-Hubertus 1444 (in 1799 overgenomen uit de Palts)
- De Militaire Max Jozef-orde 1797
- De Orde van Verdienste van de Beierse Kroon 1808
- De Ludwigsorde 1827
- De Theresia-orde (damesorde) 1827
- De Orde van Verdienste van de Heilige Michaël (als "huisridderorde" overgenomen van het keurvorstendom Keulen en in 1837 gereorganiseerd)
- De Maximiliaansorde voor Wetenschap en Kunst 1853
- De Orde van Militaire Verdienste 1866
- De Orde voor de Militaire Gezondheidszorg 1914

## Beieren als deelstaat van de Bondsrepubliek Duitsland
- De Beierse Orde van Verdienste (1957)
- De Beierse Maximiliaansorde voor Wetenschap en Kunst 1980

## De Huisorden van het Huis Wittelsbach
Na de troonsafstand van de laatste Beierse koning in 1918 hebben de Wittelsbachers, hertogen van Beieren deze orden als huisorden verleend:
- De Huisridderorde van Sint-Hubertus
- De Huisridderorde van de Heilige Georg
- De Militaire Max Jozef-orde
- De Orde van Verdienste van de Heilige Michaël
- De Theresia-orde
- De Sint-Elisabeth-orde
- De Sint Anna-orde

De volgorde is ontleend aan de Almanach de Gotha.
Sint Anna-orde ·
Bloemenorde ·
Sint-Elisabeth-orde ·
Orde van de Fürstprängler ·
Huisridderorde van de Heilige Georg ·
Ridderlijk Gezelschap van de Heilige Georg in Franken ·
Huisridderorde van de Heilige Michaël ·
Huisridderorde van Sint-Hubertus ·
Orde van Verdienste van de Beierse Kroon ·
Orde van de Leeuw van de Palts ·
Ludwigsorde ·
Militaire Max Joseph-Orde ·
Maximiliaansorde voor Wetenschap en Kunst ·
Beierse Maximiliaansorde voor Wetenschap en Kunst ·
Orde voor de Militaire Gezondheidszorg ·
Ordre de Parfaite Amitié ·
Orde van de Rode Adelaar ·
Theresia-orde ·
Beierse Orde van Verdienste ·
Orde van Militaire Verdienste ·
Ludwigsmedaille
Zie ook: Ridderorden in Beieren · Onderscheidingen in Beieren